# Papeška bula
Papeška bula je poseben dokument, ki ga izda papež. Imenuje se po buli, pečatu, ki je bil pripet na koncu dokumenta, da potrdi njegovo verodostojnost. 
Papeži so pred 15. stoletjem izvirno izdajali bule za različne potrebe komunikacije z javnostjo, kasneje pa samo še ob posebnih priložnostih. Sodobni zgodovinarji uporabljajo izraz bula za katerikoli papeški dokument, izdan kot odlok ali podelitev privilegijev in za nekatere dokumente v obliki pisem. Včasih se izraz uporablja tudi za katerikoli papeški dokument s kovinskim pečatom.